# دین و سلامت
مطالعات دانشورانه اثرات دین بر سلامت را مورد تحقیق قرار داده‌اند.

## ابعاد سلامت
سازمان جهانی بهداشت (WHO) چهار بعد فیزیکی، اجتماعی، ذهنی و معنوی را از هم تمیز می‌دهد.

### سلامت جسمانی

#### اثرات مثبت
بنا بر الیسن و لوین (۱۹۹۸), برخی مطالعات نشان می‌دهند مذهبی بودن با سلامت جسمانی همبستگی مثبت دارد. مثلاً، نرخ مرگ و میر در بین افرادی که به‌طور مرتب در رخدادهای مذهبی شرکت می‌کنند و خود را مذهبی و معنوی می‌دانند پایین‌تر است.بنا بر سایبلد و هیل (۲۰۰۱), تقریباً همه مطالعات در خصوص اثر دین بر سلامت جسمانی شخص نشان داده‌اند که اثر مثبتی بر شیوه زندگی آنها دارد. این مطالعات بر روی همه سنین، جنسیت‌ها و ادیان انجام شده‌است. اینها بر این اساس است که تجربه دین به خودی خود مثبت است.

#### عفونت‌ها
شماری از رسوم مذهبی باعث بروز عفونت شده‌اند. مثلاً در رسومی مثل ختنه بریت میلای یهودیان فوق ارتدکس، رسم غلط خوردن از کنار هندوئیسم، جام آیین عشای ربانی مسیحیت، طی حج اسلامی و پس از مناسک اسلامی وضو.

### سلامت ذهنی
شواهد مؤید این است که مذهبی بودن هم می‌تواند به سلامت ذهنی و هم به اختلال ذهنی بینجامد. مثلاً مذهبی بودن با اختلالات ذهنی که شامل مقادیر زیادی از خودکنترلی است رابطه مثبت و با اختلالات ذهنی شامل فقدان خودکنترلی است رابطه منفی دارد. دیگر مطالعات نشانه‌هایی از سلامت ذهنی در میان مذهبی و سکولارها یافته‌اند. مثلاً ویلچینسکی و کریوتس بین دانش آموزان مذهبی و سکولار یهودی همبستگی منفی با پریشانی منفی یافتند. علاوه بر این مذهبی بودن باطنی رابطه معکوس با افسردگی در میان سالمندان داشته در حالی که مذهبی بودن بیرونی رابطه ای نداشته و حتی رابطه ای اندک مثبت با افسردگی داشته. یافته شده که مذهبی بودن اثر منفی بی عدالتی و نابرابری در درآمد بر رضایت از زندگی را کاهش می‌دهد.